# Dekanat sienieński
Dekanat sienneński – jeden z 29 dekanatów w rzymskokatolickiej diecezji radomskiej.

## Parafie
- Parafia św. Teresy od Dzieciątka Jezus w Aleksandrowie
- Parafia Matki Bożej Bolesnej w Bałtowie
- Parafia MB Częstochowskiej w Gozdawie
- Parafia św. bpa Mikołaja w Grabowcu
- Parafia śś. Piotra i Pawła w Krępie Kościelnej
- Parafia św. Teresy od Dzieciątka Jezus w Pętkowicach
- Parafia św. Rozalii w Podgórzu
- Parafia św. Restytuta i Niepokalanego Poczęcia NMP w Rzeczniowie
- Parafia św. Antoniego Padewskiego w Sarnówku
- Parafia św. Zygmunta w Siennie